# Kinesisk flyggroda
Kinesisk flyggroda (Rhacophorus dennysi) är en groddjursart som beskrevs av Blanford 1881. Den ingår i släktet Rhacophorus och familjen trädgrodor. IUCN kategoriserar arten globalt som livskraftig. Inga underarter finns listade i Catalogue of Life.
1966 placerades arten i släktet Rhacophorus av Inger, 1970 placeras den istället i släktet Polypedates av Liem för att 1987 återigen placeras i släktet Rhacophorus av Dubois.